# Auzate
Auzate è una frazione del comune di Gozzano, situata sulle colline a sud ovest del lago d'Orta.
Auzate nel medioevo fece parte della pieve di Gozzano, fino al 1568 quando fu eretta in parrocchia indipendente dal vescovo di Novara il cardinale Serbelloni.
La chiesa di San Biagio, che sorge al centro della frazione, fu consacrata nel 1662.
Nel 1928 il comune autonomo di Auzate fu accorpato a quello di Gozzano, diventandone una sua frazione .